# XIX Cumbre Iberoamericana
La XIX Cumbre Iberoamericana fue organizada en Estoril, Portugal, desde el 30 de noviembre hasta el 1 de diciembre de 2009. El tema principal de la cumbre fue la Innovación y Conocimiento. Se han abarcado además otros asuntos, como el apoyo de Bolivia con la solidaridad de El Salvador, la situación de Honduras y el problema climático. 

## Participantes de la Cumbre
Entre los asistentes latinoamericanos se encontraron los jefes de Estado de Argentina, Bolivia, Brasil, Chile, Colombia, Costa Rica, Ecuador, El Salvador, México, Panamá, Perú y República Dominicana. De Europa estuvieron presentes los jefes de Estado y de gobierno de España, Portugal y Andorra. De Asia participó Filipinas y de África Guinea Ecuatorial como miembros asociados. Entre los ausentes, Hugo Chávez de Venezuela, Tabaré Vázquez de Uruguay, Fernando Lugo de Paraguay, Daniel Ortega de Nicaragua, Raúl Castro de Cuba y Álvaro Colom de Guatemala.
También se ha anunciado que en esta cumbre participarían países vinculados históricamente con España, como el caso de Filipinas (confirmado) y Marruecos, Bélgica e Italia, que todavía no se ha concretado sus participaciones en esta cumbre. También se ha tocado sobre la participación de otros países aquellos que fueron colonias portuguesas como Angola, Mozambique, Timor Oriental, Cabo Verde, Guinea Bissau y Santo Tomé y Príncipe, para que también puedan integrarse a la cumbre.

## Países Participantes
Europa
- Andorra
- España
- Portugal

Asia
- Filipinas

África
- Guinea Ecuatorial

América
- Argentina
- Bolivia
- Brasil
- Chile
- Colombia
- Costa Rica
- Cuba
- Ecuador
- El Salvador
- México
- Nicaragua
- Panamá
- Paraguay
- Perú
- República Dominicana
- Uruguay
- Venezuela

## Miembros Asistentes
| Miembros de la Cumbre Iberoamericana de Jefes de Estado (JE) y de Gobierno (JG) País anfitrión y líder están indicados en negrita. | Miembros de la Cumbre Iberoamericana de Jefes de Estado (JE) y de Gobierno (JG) País anfitrión y líder están indicados en negrita. | Miembros de la Cumbre Iberoamericana de Jefes de Estado (JE) y de Gobierno (JG) País anfitrión y líder están indicados en negrita. | Miembros de la Cumbre Iberoamericana de Jefes de Estado (JE) y de Gobierno (JG) País anfitrión y líder están indicados en negrita. | Miembros de la Cumbre Iberoamericana de Jefes de Estado (JE) y de Gobierno (JG) País anfitrión y líder están indicados en negrita. | Miembros de la Cumbre Iberoamericana de Jefes de Estado (JE) y de Gobierno (JG) País anfitrión y líder están indicados en negrita. |  |
| Miembro | Miembro | Representado por | Representado por | Título | Referencias |  |
| --- | --- | --- | --- | --- | --- |  |
| Bandera de Andorra | Andorra | Jaume Bartumeu | | Jefe del Gobierno | |  |
| Bandera de Argentina | Argentina | Cristina Fernández de Kirchner | | Presidenta | |  |
| Bandera de Bolivia | Bolivia | David Choquehuanca | | Canciller | |  |
| Bandera de Brasil | Brasil | Luiz Inácio Lula da Silva | | Presidente | |  |
| Bandera de Chile | Chile | Michelle Bachellet | | Presidenta | |  |
| Bandera de Colombia | Colombia | Alvaro Uribe Vélez | | Presidente | |  |
| Bandera de Costa Rica | Costa Rica | Óscar Arias Sánchez | | Presidente | |  |
| Bandera de Cuba | Cuba | Bruno Rodríguez | | Canciller | |  |
| Bandera de Ecuador | Ecuador | Rafael Correa | | Presidente | |  |
| Bandera de El Salvador | El Salvador | Mauricio Funes | | Presidente | |  |
| Bandera de España | España | Juan Carlos I | | Rey | |  |
| | | José Luis Rodríguez Zapatero | | Presidente | |  |
| Bandera de Guatemala | Guatemala | Haroldo Rodas | | Canciller | |  |
| Bandera de Honduras | Honduras | Ausente | | | |  |
| Bandera de México | México | Felipe Calderón | | Presidente | |  |
| Bandera de Nicaragua | Nicaragua | Ausente | | | |  |
| Bandera de Panamá | Panamá | Ricardo Martinelli | | Presidente | |  |
| Bandera de Paraguay | Paraguay | Héctor Lacognata | | Canciller | |  |
| Bandera de Perú | Perú | Alan García | | Presidente | |  |
| Bandera de Portugal | Portugal | Aníbal Cavaco Silva | | Presidente | |  |
| | | José Sócrates | | Primer Ministro | |  |
| Bandera de la República Dominicana                                                                                                 | República Dominicana | Pablo Antonio Castro Ramirez | | Representante | |  |
| Bandera de Uruguay | Uruguay | Rodolfo Nin Novoa | | Vicepresidente | |  |
| Bandera de Venezuela | Venezuela | Luis Acuña | | Ministerio de Educación Superior                                                                                                   | |  |